# Langerweher Steinzeug

Die Gemeinde Langerwehe führt bis heute Steinzeugkrüge im Wappen.

Langerweher Steinzeug ist eine keramische Warenart, die im Spätmittelalter und in der Neuzeit im rheinländischen Töpferort Langerwehe produziert wurde. Das Spektrum der hier hergestellten Steinzeuggefäße umfasst vor allem einfaches Gebrauchs- und Küchengeschirr sowie große Vorratsgefäße, Milchsatten und Wasserrohre. Die Hauptproduktionsphase lag im 18. und 19. Jahrhundert. Kunsthandwerklich hochstehendes Steinzeug von überregionaler Bedeutung, wie es aus Köln, Raeren oder Siegburg bekannt ist, wurde in Langerwehe nicht gefertigt.

## Historische Entwicklung
In Langerwehe ist die Keramikherstellung seit dem 11./12. Jahrhundert belegt. Nahe dem Ort stehen eisenarme, feuerfeste Tone an, die zu einem grauen Scherben brennen. Die Tonlagerstätten lagen östlich von Langerwehe, zwischen Langerwehe und Weisweiler in den Fluren „Am Hausbusch“ und „Am Potzefeld“, wobei die Flurbezeichnung „Potzefeld“ noch heute auf den Tagebau Abbau des Tons hinweist. Etymologisch leitet sich „Potze“ vom lateinischen putus (= Grube) ab. Die waldreiche Eifel sicherte die Versorgung mit Brennholz.
Die erste schriftliche Erwähnung der Langerweher Keramikproduktion stammt von 1324. Die anfangs im Ortsteil Rymelsberg hergestellten Gefäße gleichen der Pingsdorfer Ware. Das Formenspektrum beinhaltet Kugeltöpfe und einfaches Gebrauchsgeschirr. Ab dem 14. Jahrhundert konnten Langerweher Töpfer Steinzeug herstellen. Die Steinzeugtöpfer ließen sich mit ihren Werkstätten in einer eigenen Siedelei zwischen Langerwehe und den Tonlagerstätten nieder. Auch hier deutet die heutige Bezeichnung „Uhlhaus“ für jenen Ortsteil noch auf die Töpfertradition hin. Der Name „Uhl“ ist auf den lateinischen Ausdruck olla (= Topf) zurückzuführen. Während des späten 14. und frühen 15. Jahrhunderts entwickelte sich in Langerwehe ein bedeutender Exporthandel mit Steinzeuggefäßen. Begünstigt wurde der wirtschaftliche Erfolg Langerwehes durch seine Lage an der alten Fernhandelsstraße Frankfurt-Aachen-Rotterdam. Die Produkte gelangten von hier nach Frankreich, in die heutigen Benelux-Länder und nach Großbritannien. Der Hauptumschlagsplatz für das Langerweher Steinzeug war die Hansestadt Köln. Das Formenspektrum blieb jedoch stets auf einfache Gebrauchskeramik beschränkt.
Möglicherweise verhinderte die Zerstörung von Langerwehe 1543 durch kaiserliche Truppenverbände Karl V. infolge des Dritten Geldrischen Erbfolgekriegs und eine weitere Verwüstung im Truchsessischen Krieg 1586 die Ausbildung einer hochstehenden Kunsttöpferei im Renaissancestil, wie es beispielsweise in anderen rheinischen Töpfereizentren wie Raeren oder Siegburg gelang.
Am 28. April 1706 gab Johann Wilhelm von Jülich-Kleve-Berg den Langerweher Töpfern eine eigene Zunftordnung. 1719 und 1756 wurde diese erneuert. Die Zunft bestand zunächst aus acht Töpfermeistern, Wilhelm Simons, Heinrich Kuckertz, Wilhelm Kuckertz, Göddärt Freins, Laurens Freins, Wilhelm Freins, Henrich Freins und Peter Courth. Zusammen durften sie 21 Öfen pro Jahr brennen. 1804 werden 15 Meister geführt. Unter preußischer Herrschaft wird die Zunftordnung 1823 novelliert. Die Zunft zählt jetzt 16 Töpfermeister, die 37 ½ Öfen pro Jahr fahren dürfen. Am 28. Februar 1870 gründeten die Langerweher Töpfer einen Töpferverein, dessen Statut die traditionelle Zunftordnung ersetzte. Der Verein besaß 12 Mitglieder, die pro Jahr 41 Öfen brennen durften.
Im 19. und zu Beginn des 20. Jahrhunderts erlangte die Produktion von großen Einlegetöpfen, sogenannte Baaren, überregionale Bedeutung.
Eine (negativ konnotierte) Bezeichnung für Langerweher Einwohner/Bürger war (und ist heute noch) 'Baarenbäcker'.
1888 sind noch drei Töpfermeister in Langerwehe tätig. Diese sind namentlich als Gottfried Kuckertz, Johann Josef Kurth und Peter Hubert Kurth bekannt. Davon sind nach dem Ersten Weltkrieg nur noch zwei Werkstätten tätig. Eine wurde von Jakob Kuckertz bis zur Geschäftsaufgabe 1972 betrieben. Nach 1907 stelle Jakob Kuckertz jedoch lediglich noch Blumentöpfe her. Die zweite Werkstatt wurde von den Brüdern Edmund und Gottfried Kuckertz betrieben. Diese gaben die Produktion des traditionellen braunen Langerweher Steinzeugs auf und stellten blau-graue Ware im Stil des Westerwälder Steinzeugs her. Nach der Einheirat von Karl Rennertz in den Betrieb 1921 verlegte sich die Produktion nach und nach auf Devotionalien, Weihwassergefäße und Krippenfiguren. Die Töpferei Kuckertz & Rennertz ist noch heute dort im „Uhlhaus“ tätig.

## Technik und Formenspektrum
Das Formenspektrum der Langerweher Steinzeugproduktion setzt sich aus weitgehend schmucklosen Gebrauchs- und Vorratsgefäßen zusammen. Die aus Langerwehe bekannten Gefäßtypen unterscheiden sich nicht wesentlich von zeitgleichen Formen anderer Töpferzentren des Rheinlandes. Insbesondere ist der Einfluss von Raeren und Aachen erkennbar.
Daneben stellte Langerwehe keramische Gegenstände für den Bedarf von Pilgern her, die sich auf der Heiligtumsfahrt nach Aachen befanden. Bekannt sind Feldflaschen, Pilgerhörner und Pilgerstäbe.

### Langerweher Tasse

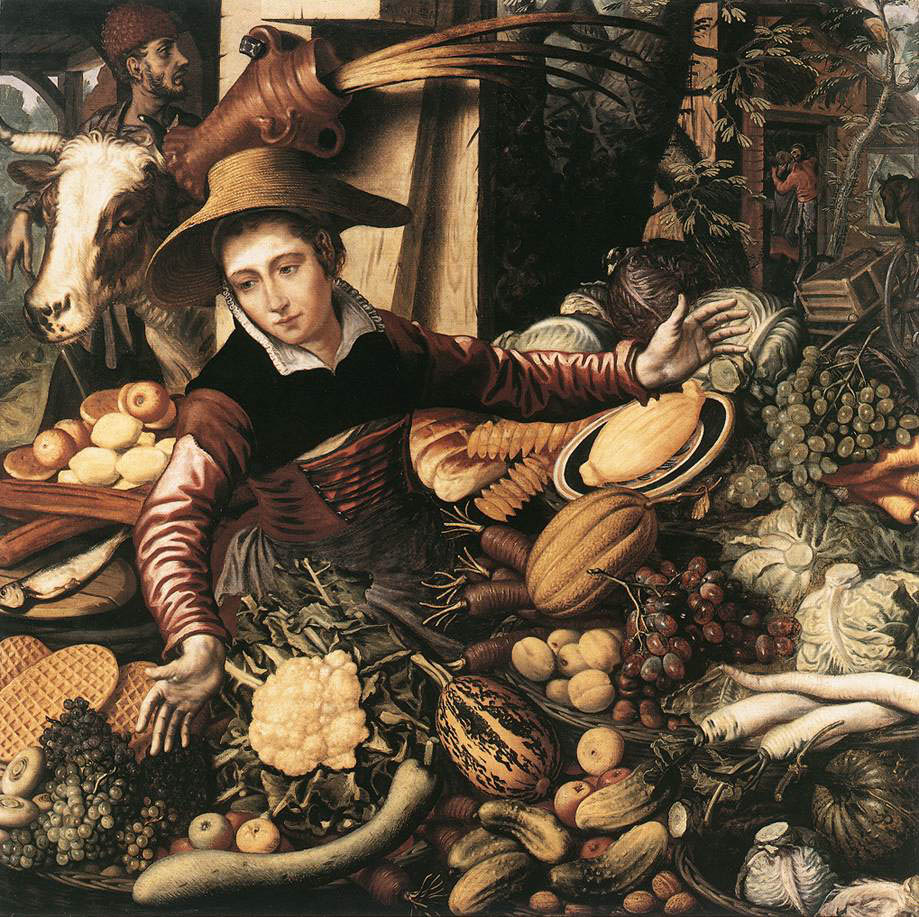
Marktfrau mit Gemüsestand, 1567, Gemäldegalerie (Berlin). Das Bild zeigt links oben eine späte Form der Langerweher Tasse.

Langerweher Tassen sind formcharakteristische Gefäße der Langerweher Produktion des 14. und 15. Jahrhunderts. Gefäße dieses Typs wurden in diesem Zeitraum auch in Aachen, Raeren und Südlimburg hergestellt, finden sich aber nicht im Spektrum der Siegburger Steinzeugtöpfer. Aufgrund ihrer Charakteristika und gut stratifizierter Funde bieten sie eine Basis für eine Feinchronologie der Langerweher Keramik.
Unter die Bezeichnung Langerweher Tassen fallen bikonische, meist zwei- oder mehrhenkelige Tassen mit bauchigem Gefäßkörper. Die ausladende Mittelzone ist kanneliert oder durch Grate betont. Zum Rand und Fuß zieht die Form ein, so dass ein doppelkonischer Eindruck entsteht. Der Fuß selbst ist als Wellenfuß gearbeitet.
Eine Formvariante weist statt eines zweiten Henkels eine aufgesetzte Tülle, teilweise mit Siebeinsatz, auf.
Gut datierte Funde weisen darauf hin, dass Langerweher Tassen bereits vor der Mitte des 14. Jahrhunderts in Langerwehe getöpfert wurden. 1999 wurde ein Münzschatz bekannt, der bei Ausgrabungen in einem Beginenhof in Kortrijk gefunden wurde. Die Geldstücke waren in einer Tasse aus Langerweher Produktion deponiert und 1382 vergraben worden.
Im späten 15. Jahrhundert werden die gotisch geprägten Langerweher Tassen durch Trichterhalsbecher im Renaissance-Stil verdrängt. Jedoch wird die Form scheinbar im 16. Jahrhundert nochmals aufgegriffen, wie beispielsweise das Gemälde Marktfrau mit Gemüsestand von Pieter Aertsen aus dem Jahr 1567 zeigt.

### Pötzkanne

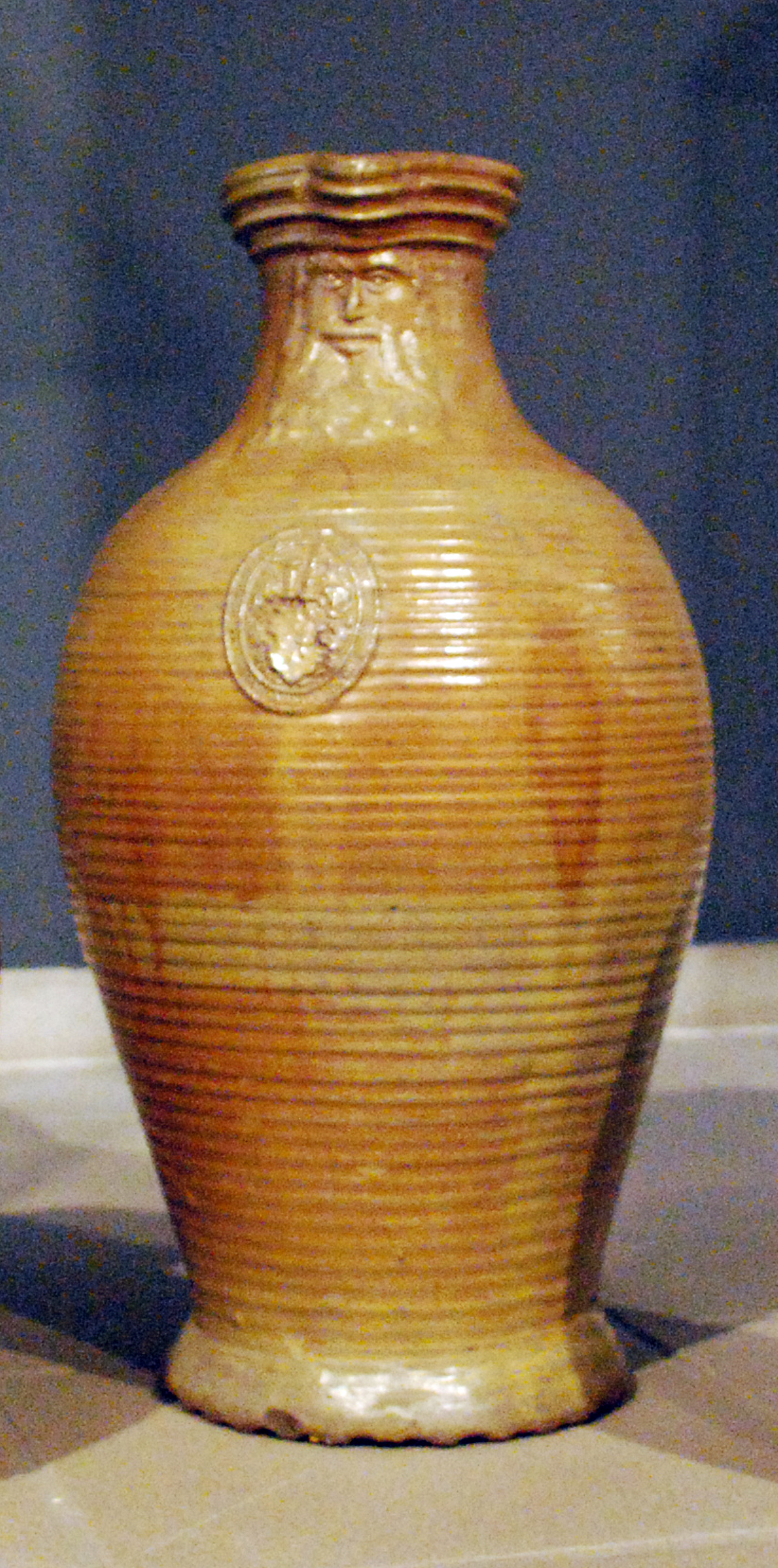
Pötzkanne um 1600.

Pötzkannen sind große Kannen für Wasser oder Öl, die im 16. und 17. Jahrhundert in Gebrauch waren. Sie haben einen ovalen Gefäßkörper der sich zum Fuß hin verschmälert. Der Standring deutet einen Wellenfuß an. Der enge Hals trägt eine überkragende, stark profilierte Lippe mit Schnauze. Auf der Rückseite ist ein Bandhenkel zwischen Lippe und Gefäßschulter angebracht. Außenliegende Drehrillen bedecken den Körper. Der Hals ist glatt, kann aber vereinzelt Bartmaskenauflagen tragen (vgl. Bartmannkrug).

### Baare

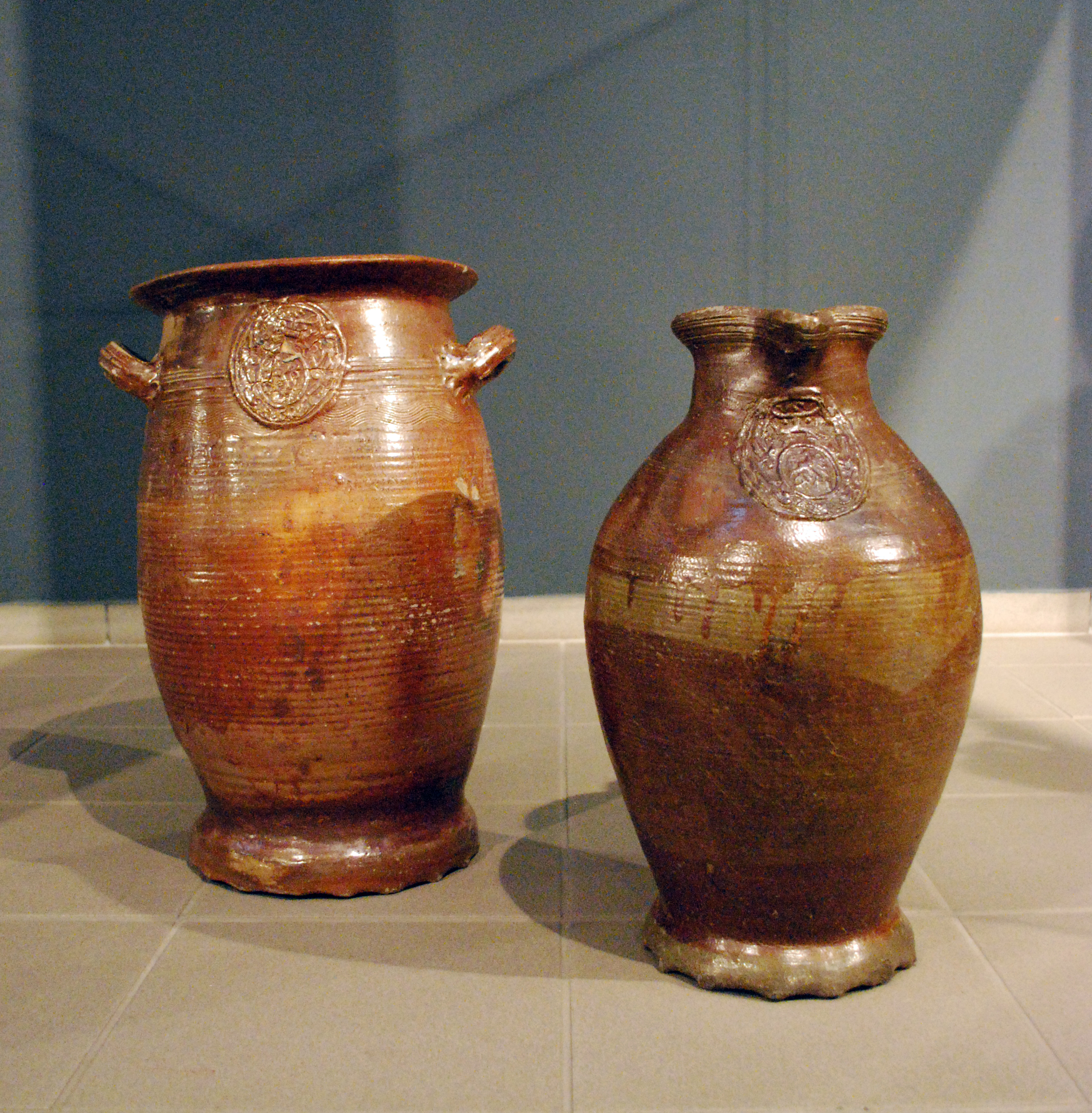
Baare (links) und Pötzkanne (rechts) aus Langerweher Steinzeug um 1600.

Baaren, auch Schilderbaare oder volksmundlich Schelderbaaren, Schelderdöppe oder Kappestöpfe genannt, sind große keulenförmige Vorrats- bzw. Einlegegefäße zur Lagerhaltung von Lebensmitteln, insbesondere von Sauerkraut. Der Scherben ist dunkelgrau und mit einer dunkelbraunen Engobe versehen. Die frühen Gefäße haben eine trichterförmige Randlippe und zwei Henkel kurz unterhalb des Randes. Der Boden ruht auf einem sogenannten Krallen- oder Kronenfuß. Dieser, an einen mittelalterlichen Wellenfuß angelehnte Standring ist charakteristisch für Steinzeuggefäße aus Langerwehe. Ein weiteres signifikantes Merkmal ist ein umlaufendes helles Band entlang der Gefäßmitte. Dieses wurde während des Engobierens erzeugt, bei dem das lederharte Gefäß vor dem Brand zunächst mit der Ober- anschließend mit der Unterseite so in die Engobemischung getaucht wurde, dass der Mittelstreifen frei blieb.
Über der Schulter tragen die Baaren zwei, drei oder keine Medaillonauflagen (Schilder), wobei die Anzahl der Medaillons das Fassungsvermögen der Baaren wiedergibt. Gefäße mit drei Medaillonauflagen haben ein Füllvermögen von 30 Litern, Baaren mit zwei Medaillons ca. 25 Liter. Kleine Baaren bekamen keine solchen Auflagen.
In der Zeit des Ersten Weltkriegs wurde die traditionelle Baarenform aufgegeben und durch einen ähnlichen Typ ersetzt, der eine wirtschaftlich erfolgreichere Form aus dem belgischen Töpferzentrum Bouffioulx nachahmt. Diese belgische Form (pots á beurre) unterscheidet sich von der traditionellen Baarenform durch eine vollflächig aufgebrachte braune Engobe. Der Krallenfuß wurde durch einen glatten Standring ersetzt und die Kragenlippe durch einen Wulstrand. Das Fassungsvermögen wird bei der belgischen Form durch eine genaue Literangabe angezeigt. Dieses Produkt wurde nach etwa einem Jahrzehnt um 1924 ersatzlos aus dem Programm genommen.

### Aachhorn
siehe Pilgerhorn

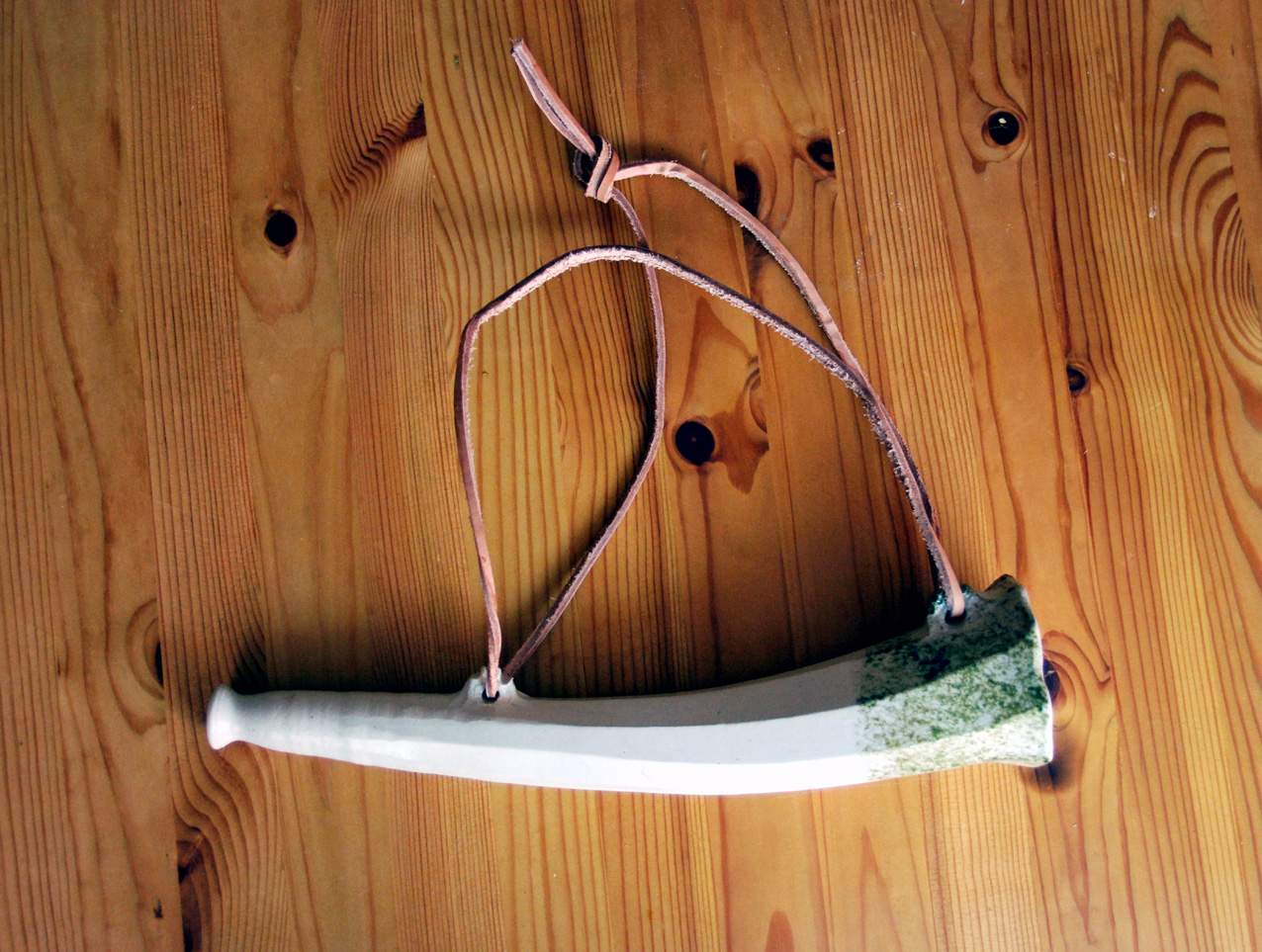
Replik eines Aachhorns aus Langerwehe

Aachhörner sind Blasinstrumente aus hart gebrannter Irdenware, die im 14. bis 15. Jahrhundert in Langerwehe für Pilger hergestellt wurden.
Die ca. 25 bis 40 cm langen Hörner wurden auf der Drehscheibe gezogen und von Hand mit einem Messer in Form gebracht, so dass ein polygonaler Querschnitt entstand. An der Oberseite des Horns wurden zwei handgeformte Ösen zur Befestigung einer Trageschnur oder eines Riemens angebracht.
Ansonsten waren Aachhörner in der Regel unverziert. Im Bereich der Schallmündung hatten sie eine gelbliche bis grüne Bleiglasur.

## Brennhilfen
Ein Abfallprodukt der Langerweher Steinzeugproduktion und der benachbarten Produktion aus Hohenbusch sind ringförmige Brennhilfen der Steinzeugbaaren. Die flachen Wulstringe sollten ein Festbacken der empfindlichen Zacken der Kronenfüße verhindern, die diesen in traditioneller Weise vom 16. bis frühen 20. Jahrhundert gefertigten Gefäßen einen sicheren Stand im Lehmboden der Vorratskeller ermöglichten.

## Forschungsgeschichte und Museum
Bedingt durch den Umstand, dass das Formenspektrum der Langerweher Steinzeugproduktion nur schmucklose Gebrauchskeramik ohne kunsthandwerkliche Bedeutung beinhaltet, gelangten diese Produkte nur selten in den Kunsthandel oder in Sammlungen und fanden kaum Beachtung in der Forschung. Ein Aufsatz von J. Wiechers im Dürener Anzeiger 1908 bildet die erste grundlegende Veröffentlichung zur Langerweher Keramik. Wiechers besaß eine umfangreiche Privatsammlung, die noch vor dem Zweiten Weltkrieg verloren ging. Ebenfalls auf der Basis einer Privatsammlung erschien 1937 ein Artikel von Josef Schwarz in der Zeitschrift des Aachener Geschichtsvereins, welcher 1984 im Eigenverlag des Töpfereimuseum Langerwehe erneut aufgelegt wurde. Ausgehend von Bodenfunden legte John Gilbert Hurst 1977 eine erste systematische Auswertung der Langerweher Ware des ausgehenden Mittelalters vor.
In den Jahren 1977 und 1980 führte das LVR-Amt für Bodendenkmalpflege im Rheinland Ausgrabungen bei Töpferöfen in Langerwehe durch. Die Ergebnisse dieser archäologischen Untersuchungen wurden bis heute nur spärlich in Form von Vorberichten vorgelegt.
Das Töpfereimuseum von Langerwehe beherbergt eine umfangreiche Sammlung des Langerweher Steinzeugs und gewährt damit Einblick in das tägliche Leben in spätmittelalterlichen und neuzeitlichen Haushalten in Mitteleuropa.